# Цибулівка (Гайсинський район)
Цибулі́вка — село в Україні, у Ободівській сільській громаді Гайсинського району Вінницької області. Населення становить понад 1100 осіб.
Відстань від смт Тростянець Вінницької області — 22 км. Близько 20 км до найближчої залізничної станції Крижопіль. Площа населеного пункту — 707,3 га. Кількість дворів — 743, в тому числі залишених 152. Селом пролягає автотраса на Молдову, а з виїздом через Умань — на Київ та Одесу.

## Природні умови
Цибулівка розташована уздовж берегів річки Бережанки — притоки Південного Бугу, на південному заході Тростянецького району у лісостеповій природно–ландшафтній зоні.
Ґрунти переважно суглинкові, в зоні лісостепу, клімат помірно-континентальний з достатньою кількістю опадів.
Іще у давніх архівних документах зазначено, що населення займається не лише городництвом, а й вирощуванням садів, зокрема у вибалках та урочищах.

## Історія
Уже на мапі Гійома Боплана (1600—1673) зазначене як слобода П'ятківка біля річки Великого лісу (Laswielka). Отже, появу його можна віднести принаймні на останню чверть XVI ст.
На мапі картографа Різзі Занноні (1772) це поселення чітко проглядається край наскрізної дороги на фортецю Новогрод (с. Верхівка), яка починалася від розтоки Кучманського шляху, біля хреста Собєського. Напевно, така близькість спричинилася до того, що під час одного з нападів буджацької орди П'ятківка була майже повністю знищена і в польських люстраціях на податки не значиться.
Згодом на віддаленому східному узвишші, що над крутим урочищем Стінка, поселився утікач од верхівського пана. За переказами цей селянин — на прізвище Півкишка — займався вирощуванням цибулі, що її збував у корчмах та на ярмарках. Поступово хутір став пристанищем інших утікачів від польської шляхти. Так відродилося поселення вже під назвою Цибулівка.

### Легенда про Криницю Слави

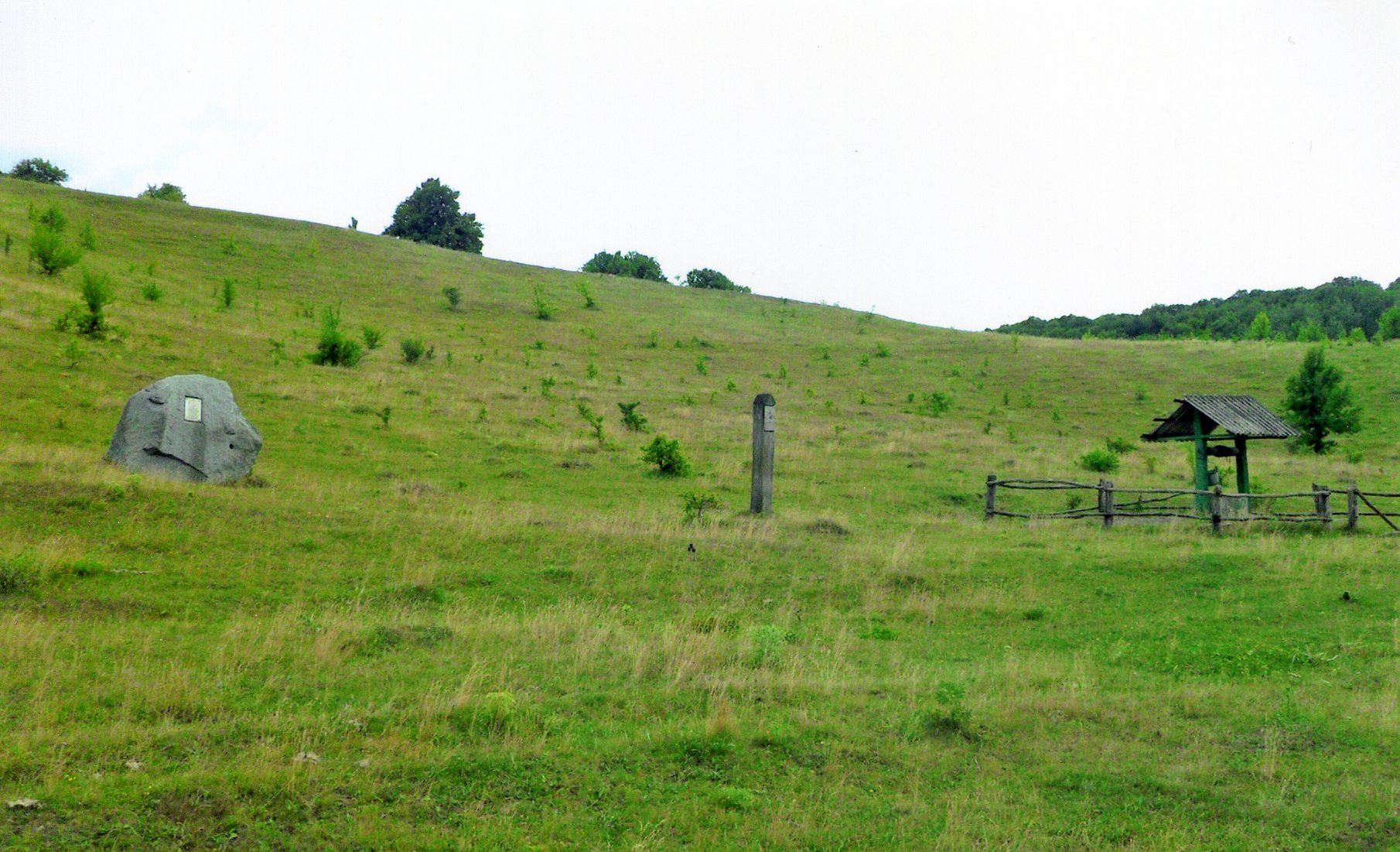
Криниця Слави у Цибулівці

| Це сталося коли Верхівка була ще Вергієвим (торговим) городищем. Недільного ранку біля Верхівської фортеці вирував ярмарок. Віджнивували за доброї погоди, мали чим торгувати. Нараз тривожно загудів великий дзвін. Та було вже пізно. Чималий загін татарської орди оточив майдан, багато людей було вже заарканено. Мало хто встиг заховатися за брамою фортеці. Городище було спалено вщент. Буджаки-татари взяли великий ясир — парубків і дівчат, дужих чоловіків та молодиць. Татари прихопили хлопчиків, з яких мали вишколити яничарів. Переправившись через річку Берладинку вбрід, надвечір вийшли на суху долину, що за Цибулівською слободою. Так вони гадали замести сліди від можливих переслідувань. В Цимбалюковому урочищі ординці вирішили заночувати. П'яні від вдалого походу та кумису, вони швидко позасинали біля багать. Опівночі невеликий загін, який очолив сотник Верхівської залоги Цимбалюк, оточив татарський табір. У цьому загоні були жителі Цибулівки, Верхівки, серед них семеро сотникових синів. Козаки розв'язали полонених, щільним кільцем оточили татарський загін і винищили його вщент. На честь звитяжної перемоги над татарами за козацьким звичаєм вирішено було викопати криницю слави. Копали парубки, а тому в історію нашого села ввійшла під назвою «Парубоцька». |
За клопотанням краєзнавця Івана Малюти 1987 року ця криниця була відновлена й визнана пам'яткою історії, поруч встановлена гранітна брила з меморіальною дошкою.

### 18 століття
За архівними матеріалами, першими поселенцями на лівому березі річки були збіднілі литовські шляхтичі, нащадків яких прозвали Литовчуками. Відтак постала Нова Цибулівка, яка була підпорядкована Брацлавському повіту, на відміну від старої частини села (Ольгопільського повіту).
Село належало, як видно з документа на церковну землю, виданого у 1760 році, Гелені Потоцькій (дружині Станіслава Потоцького), яка передала її Феліксу Собанському.

### Історія церкви

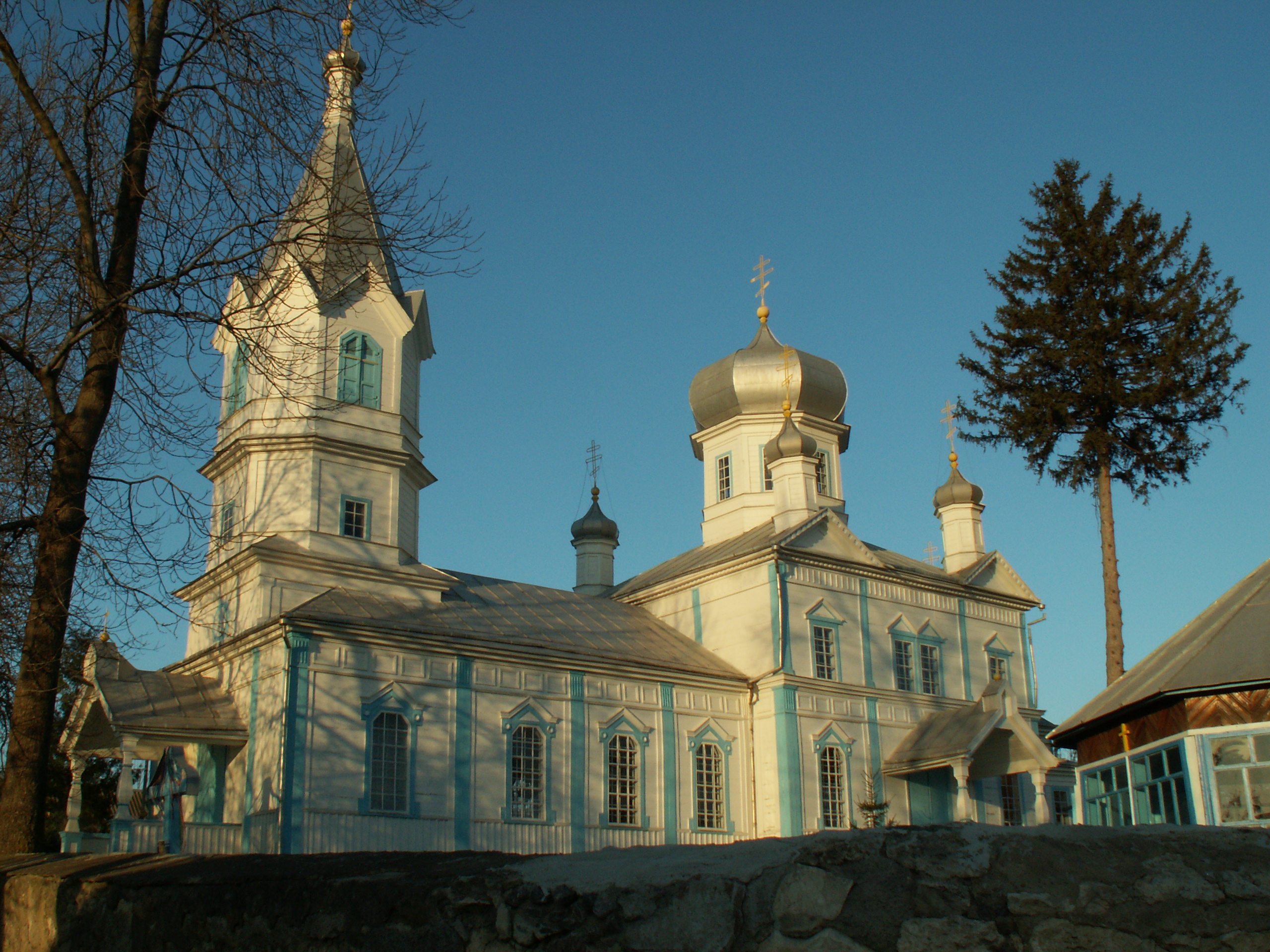
Церква в Цибулівці

Церква на честь Воздвиження Чесного Хреста побудована у 1761 році неподалік від колишнього храму імені Святого Миколая. Його до 1784 року було уже демонтовано. Церкву змайстрували з дерева на цегляному підмуркові. Першим відомим священиком був Іван Садковський (1769 р.). У 1771 році був призначений священиком Семен Сорочинський. Пізніше правив ієрей Сергій Крупський.
У 1876 р. на старій частині освячена дерев'яна церква на ім'я князя О. Невського, збудована на місці храму Воздвиження Чесного хреста (1761) коштом парафіян. А на Цибулівській слободі 1901 року постала кам'яна Чудо-Михайлівська церква.
Перша церква на честь Архангела Михаїла на Новій Цибулівці, була побудована ще у 1772 році з дозволу Брацлавських духовних властей. Будівництво її благословив Брацлавський декан Андрій Разворович. Її першим настоятелем був Іван Садковський. В 1792 році приступив до правління церквою Павло Корицький.
В 1848 році церковне приміщення було розширено за рахунок добудови двох бокових будівель коштом парафіян.
Церква володіла 2297 сажнями орної землі, 981 — сінокосу. Також вона мала 4 приміщення, у яких проживали церковні служителі.
У 1884 році поблизу церкви побудували церковно-парафіяльну школу.
На початку 90-х років краєзнавець Іван Малюта віднайшов «Сповідальні відомості Хресто-Воздвиженської церкви с. Старої Цибулівки Ольгопільського повіту Подільської губернії» (починаючи з 1798 р.) та неповні Олександро-Невського храму (до 1906 р.), в яких зазначено кожного члена сім'ї на сповіді перед Великоднем, в тому числі імена дітей. За ними можна з'ясувати, окрім генеалогічного дерева роду, кількість і приріст населення, імена священиків та ін. В 2018 році книги були передані Державному архіву Вінницької області.
У червні 1958 року у церкву під час грози вдарила блискавка, вона почала горіти. Пожежу вдалося швидко погасити. Але центральний купол довелося переробляти і поповняти обгорілі стіни церкви.
Церква збереглася і діє до наших днів. У 2008 році коштом сільської громади її реставрували.

### 19 століття
Пан Собанський залишив у володінні Стару Цибулівку, Нову він подарував пану Щенявському. Землі передали орендаторам Токару, Шандару, Кутковському. Поділ на Стару й Нову Цибулівки зберігався майже до другої половини ХХ ст.
Реформа 1861 року дала селянам невгіддя: яри та горби, які були засаджені садами: Марунькове, Панькове, Гринькове, Худенкове, Маруньків яр. Такими наділами селяни були незадоволені, що призвело до сутичок.

### 20 століття
Багато жертв принесла війна 1914 року. Забрано майже всіх чоловіків віком від 18 років. Частина з них не повернулись, багато було інвалідів. Були нагороджені. Так, Бондар Семен Іванович нагороджений трьома срібними Георгіївськими хрестами, які віддав на дитячі притулки.
1917 рік у Цибулівці минув без кровопролиття. Радянську владу в селі встановлено в січні 1918 року. На сходках головою ревкому на Старій Цибулівці обрано Саву Шумейка, на Новій Цибулівці — Тимофія Костюка.
Під час визвольних змагань у село ввійшли австро-німецькі війська, пізніше польські інтервенти, а з ними повернулися поміщики. Але це тривало недовго.
У 1920 році було організовано комітети незаможних селян. Перший голова комнезаму на Новій Цибулівці — Семен Іванович Бондар, а на Старій Цибулівці — Андрій Максимович Чернецький.

### КолективізаціяіГолодомор
21 січня 1927 року був створений ТСОЗ «Хлібороб», куди ввійшло 12 родин — 48 осіб. Очолила його Надія Андріївна Литовчук.
Під час колективізації багато гарних господарів розкуркулено і вислано на Соловецькі острови і в Сибір. Репресовано інтелігенцію села. В лісах з'явилися повстанці. 1929 року були убиті голова сільської ради Василь Павлович Коваль, секретар сільради Йосип Кувічка, при виконанні продрозкладки — Марушевський, — на честь якого згодом названо одну з вулиць села.
Продрозкладка стала трагедією для села. Під час Голодомору 1932—1933 рр., коли Цибулівка була у складі Чечельницького району, більшовики безпідставно утричі завищили план хлібозаготівлі. Почалася моровиця. Був випадок канібалізму. За свідченнями на Старій Цибулівці вимерло більше півтисячі голодуючих.
За планом на «ворогів народу» чекісти 1937 р. ув'язнили більше десяти цибулівських селян, в тому числі голову колгоспу Устима Волощука.
Другий ТСОЗ «Червона зірка» утворився 13 лютого 1939 року, куди ввійшло 7 родин у складі 36 осіб. Його очолив Клим Устимович Черній.
15 жовтня 1939 року на базі ТСОЗів було створено 5 колгоспів, які об'єднали 375 осіб. Колгоспи: Ворошилова — голова Яків Бровко, Червоні бійці — голова Андрій Черній, імені Сталіна — голова Гаврило Загоруйко, колгосп Литвинова — голова Андрій Чернецький, колгосп Промінь — голова Гаврило Грабчак.

### Друга світова війна
У липні 1941 р. червоноармійці, користуючись вигідними позиціями на висотах за Старою Цибулівкою, майже тиждень успішно стримували наступ румунських вояків-союзників нацистської Німеччини. Окупація тривала з 28.07.1941 до 13.03.1944.
На Другу світову війну були мобілізовані близько 1070 мешканців Цибулівки. Імена 382 загиблих воїнів увічнено на пам'ятних плитах у центрі села. Звання Героя Радянського Союзу посмертно удостоєний 19-літній Михайло Надутий (1925 — 27.12.1944). Загинув, звільняючи Чехословаччину. Михайло Іванович Надутий розмінував міст через річку Палд і першим по ньому проїхав на танку. Ворожа куля не пожаліла молодого бійця. Посмертно йому присвоєно звання Героя Радянського Союзу. Біля школи знаходиться погруддя героя. Його іменем названа центральна вулиця села.
378 воїнів-односельців не повернулися додому, 137 з них пропали безвісти.
Зовсім молодими загинули 150 воїнів. Серед них дві дівчини — медсестри Ірина Максимівна Дудник та Ганна Загоруйко.
В центрі села знаходиться пам'ятник загиблим воїнам, збудований у 1956 році за проектом скульптора Галочкіна. У братській могилі біля пам'ятника поховано 36 радянських воїнів. Відомі імена тільки восьми з них: Ярошенко Ф. К. (1921 р.н.), Голуб Є. Х. (1921 р.н.), Іволга В. К. (1921 р.н.), Климов О. М. (1919 р.н.), Ізотов М. В. (1917 р.н.), Каптелєєв Ф. С. (1919 р.н.), Кучерук П. С. (1915 р.н.), Ніколаєв Є. О. (1914 р.н.).

### Повоєнний час
По війні сільську молодь силоміць вербували на відбудови шахт у Донбасі. Один із цибулівських хлопців — Іван Вертипорох (1928) був відправлений (1947) до ФЗУ; мешкав у Горлівці, став заслуженим будівельником УРСР, Героєм Соціалістичної Праці.
У 1956 році 5 колгоспів реорганізовано в два. На Старій Цибулівці був колгосп імені Жданова — голова колгоспу Зарванський Василь Миколайович, на Новій Цибулівці колгосп імені Сталіна — голова Пухальський Степан Фомич.
За рішенням Вінницького облвиконкому від 6.07.1957 Нова і Стара Цибулівки об'єднані в один населений пункт.
У 1961 році колгоспи об'єдналися в один — імені Жданова.
Кількість населення станом на 1971 рік — 3747 осіб.
1971-го постала двоповерхова середня школа. Чи не найбільше зробив для громади села Василь Перебенда (1941), який 1987 р. очолив колгосп. Зокрема завдяки йому збудовано двоповерховий будинок культури, заасфальтовано (1989—1990) східну дорогу на старій частині села.

### В незалежній Україні
Наприкінці 80-х років тутешня агрофірма була серед кращих у районі. На жаль, необдумана ліквідація колгоспного ладу (2000) призвела до занепаду села: набуте тяжкою працею колективне майно почали розтягувати навсібіч, чимало селян вимушені виїздити на заробітки.
Неблагополучна демографічна ситуація в Україні негативно вплинула й на шкільну освіту в селі. Станом на 2016 р. у Цибулівській СЗШ І — ІІІ ступенів всього 104 учні, лише сім випускників, тоді як 1965 р. навчалося 525 учнів.
Восени 2004 р. на стіні сільради відкрито меморіальну дошку на честь мужнього борця за волю України, в'язня сталінських концтаборів Григорія Волощука (1928—1970), його ім'ям названо одну з центральних вулиць.
Тоді ж за селом, при дорозі на Торканівку, відкрито меморіал жертв голокосту євреїв, яких пригнали сюди з Буковини 1941 р. румунські окупанти.
На початку 80-х років ХХ ст. народжуваність почала зменшуватись. Станом на 2016 р. у селі близько 1200 мешканців.
12 червня 2020 року, відповідно розпорядження Кабінету Міністрів України № 707-р «Про визначення адміністративних центрів та затвердження територій територіальних громад Вінницької області», село увійшло до складу Ободівської сільської громади.
19 липня 2020 року, в результаті адміністративно-територіальної реформи і ліквідації Тростянецького району, село увійшло до складу Гайсинського району.

## Пам'ятки природи і мікротопоніми
Завдяки уродженцю села Івану Малюті кілька пам'яток природи стали пам'ятками природи державного значення. Це два державних заповідних урочища — «Панькове» (7,3 га) і Маруньків сад (4,5 га), сім державних пам'яток природи, зокрема Цибулівська Діброва, Джерело «Гвинтове», Джерело «Демидова криниця», Джерело «Худенкова криниця», Джерело «Черешневий дзвін».
Урочище Замчище або Поруби. Отримало назву від форми окреслення рельєфу.
Огруд — мальовнича околиця села, яка має походження від польського слова, що українською означає «город». На цій місцевості отримали земельні наділи кріпаки пана Собанського в 1861 році.
Курсантська ділянка — велика частина лісу недалеко від села, на якій курсанти військового училища м. Одеси заготовляли балки для будівництва першої залізниці Одеса — Київ.
Гайдамацький яр. За часів Коліївщини в ньому переховувались гайдамаки. Місцевість дуже багата на дичину, ягоди, гриби, цілющі джерела, де лісники пізніше спорудили криницю. Віддалена «від людського ока», була зручною для перепочинку між військовими операціями та переховування від переслідування ворогів. Урочище «Гайдамацька Балка» отримало статус ботанічного заказника національного значення.
Парубоцька криниця, або Криниця Слави. Для всіх поколінь цибулівців вона була символом відваги і слави предків, оборонців рідного краю. Цій криниці більше 350 років. В роки німецько-радянської війни з неї пили воду партизани, пригощався її водою і дев'ятнадцятирічний Герой Радянського Союзу Михайло Іванович Надутий, який загинув в 1944 році в Чехословаччині.

### Гори
Макарушова у центрі села отримала назву від прізвища власника. Гора руйнується від втручання будівельників, адже в ній зробили піщаний кар'єр. Зараз брати пісок заборонено.
Лиса гора знаходиться неподалік Макарушової, але вона значно вища. Її вершина потерпає від нестачі вологи, тому там майже нічого не росте. Звідси і назва — Лиса. Старожили розповідають, що колись там вирощувала виноград сім'я сільського садовода Пульки. Сади навколо Лисої гори досі називають Пульковими.

### Вулиці
Магала — назву привнесли поселенці-волощуки; з молдавської мови — довга висока вулиця, між ярами. У болгар, як і в турків та арабів, так називають передмістя, вивищений присілок.
Кадреля — давня окраїна села. Топонім запозичений від волохів: кодри з молдавської — дрімучий ліс. За іншою версією назва походить од відомого танцю кадриль.
На перехрестях широких сільських вулиць майдани досі носять назву Пляцок, що має польське походження, означає площа.
Скарбова дорога — старовинний узвіз на південному заході села, праворуч од річки. Крутий і найвищий у поселенні. По ньому завозили різні товари чумаки та купці. За легендою назву пов'язують із закопаним неподалік скарбом, на якому купальської ночі горить червона свічка.

## Постаті
У краєзнавчому музеї села зберігаються унікальні витвори земляка — талановитого майстра декоративно-прикладного мистецтва Василя Цимбала (1915—2005), роботи якого виставлялися й за кордоном. Серед музейних експонатів — і зразки лозоплетіння, вишивання тутешніх майстринь.
Серед знаних вихідців із Цибулівки — доктор медичних наук, професор Григорій Генделека, кандидат юридичних наук, професор, полковник міліції у відставці Семен Різниченко, капітан далекого плавання Іван Худенко, письменник, заслужений журналіст України Іван Малюта, директор приватного підприємства «Левона» Василь Левицький, приватні підприємці Тетяна Коваль-Пилюга, брати Довгі — Анатолій і Віталій, меценатка з-за кордону Валентина Бурбурас.
- Касяк Григорій Григорович — перший воїн інтернаціоналіст села.
- Мельник Микола Васильович (1982— 2015)— український військовик, учасник російсько-української війни[7].
- Цісінський Анатолій (1978— 2023)— український військовик, учасник російсько-української війни[8].

## Галерея

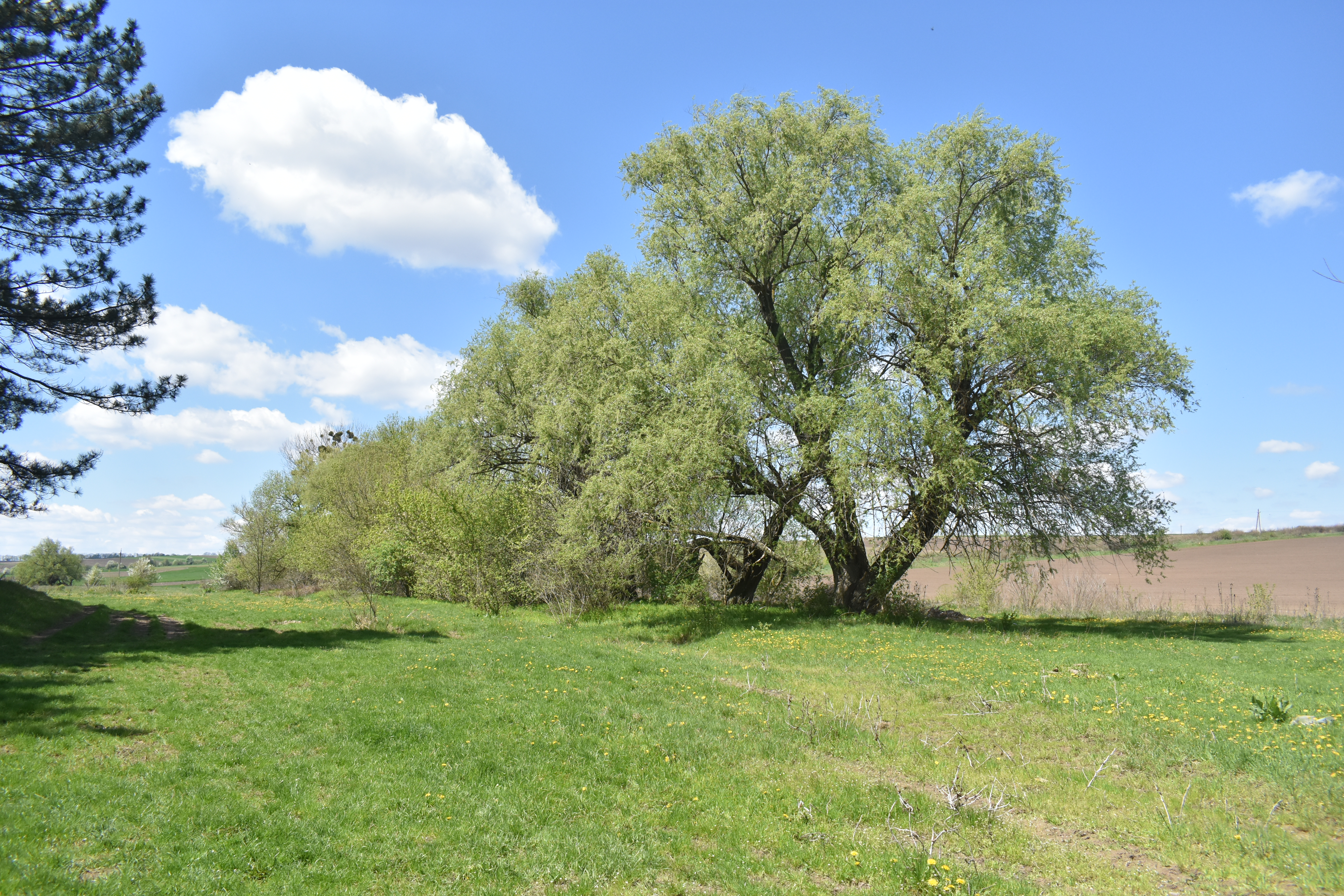
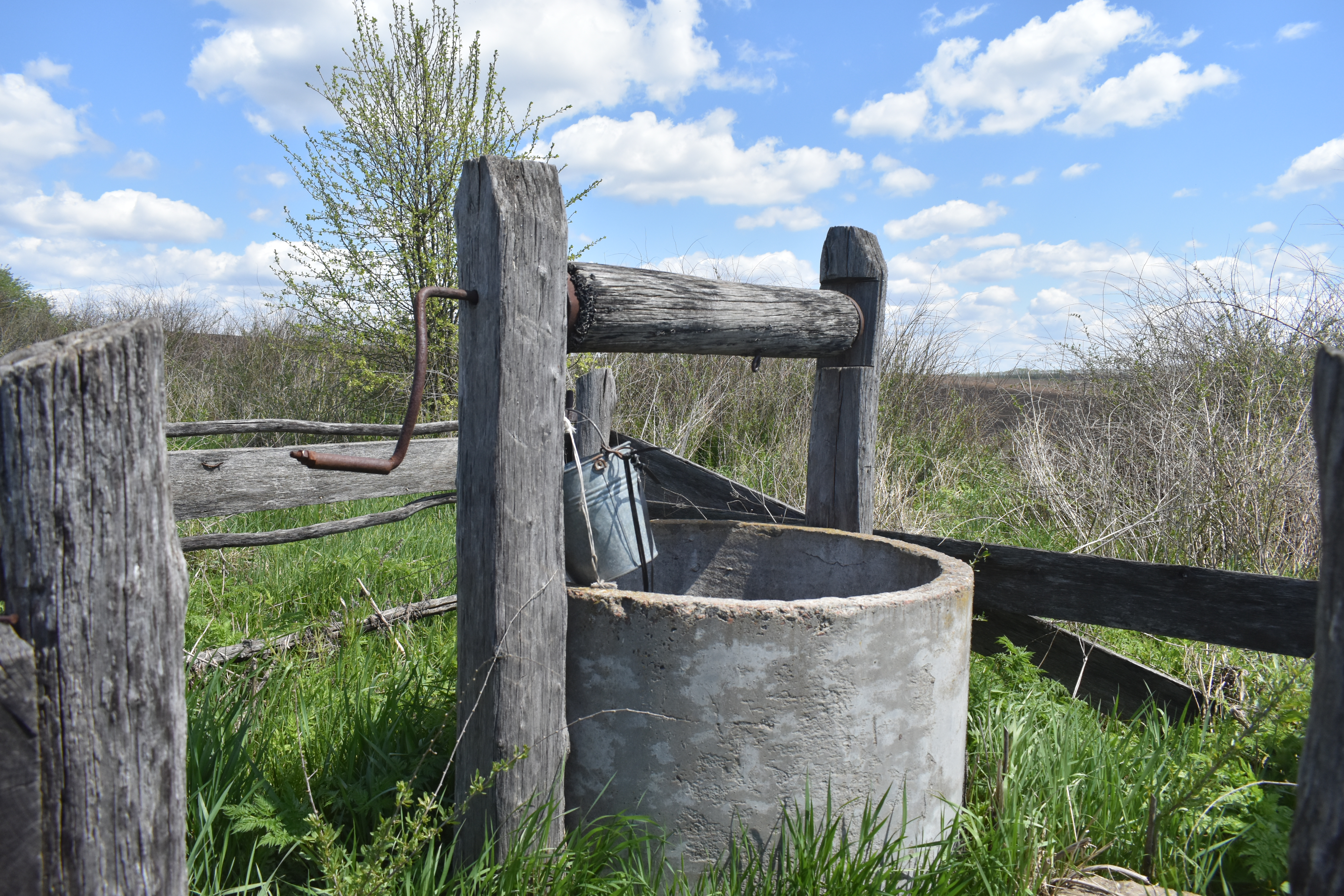
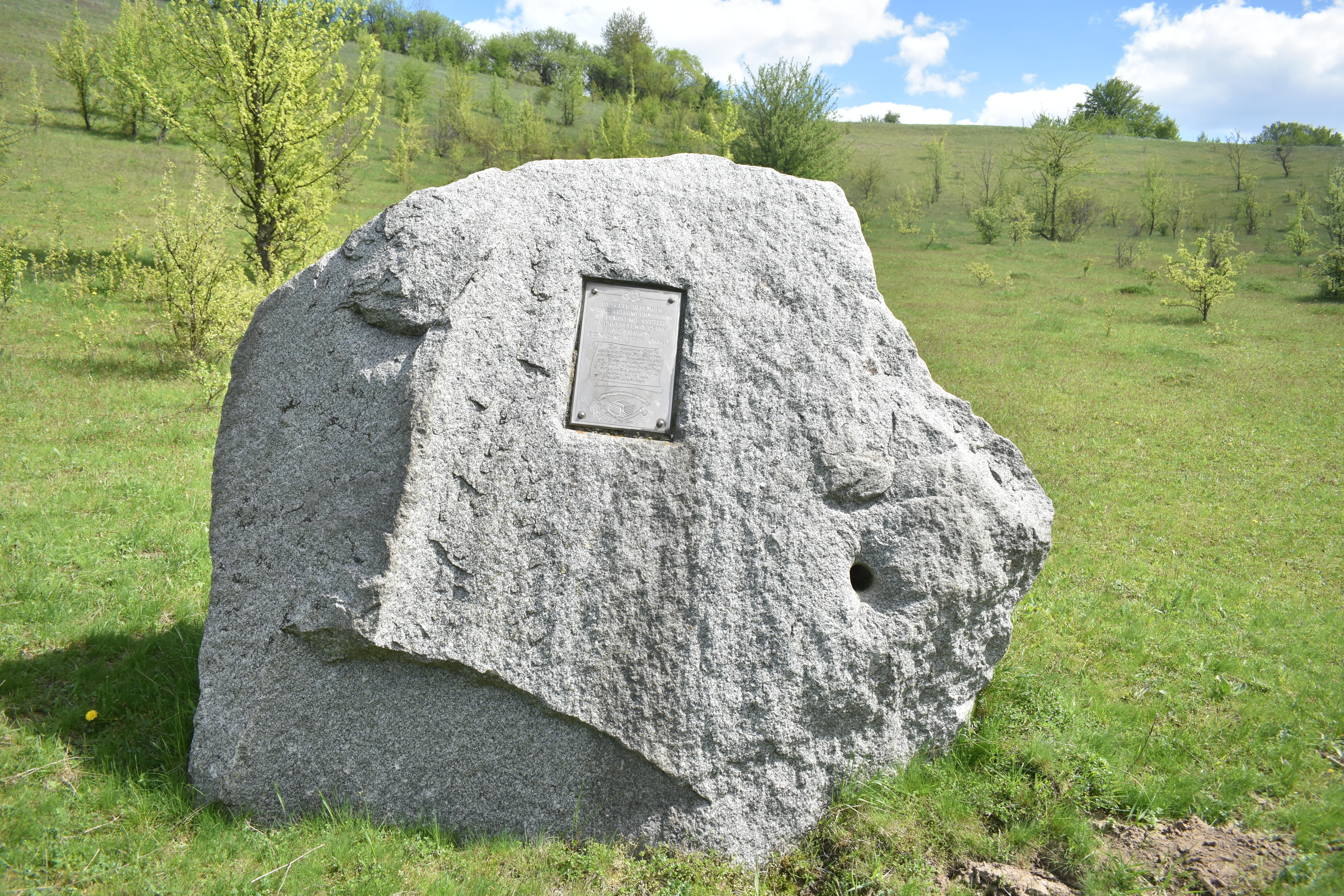